# René Wellek
René Wellek (Viena, 22 de agosto de 1903 – Hamden - Connecticut, 11 de novembro de 1995) foi um importante crítico literário e professor ligado inicialmente ao Círculo Linguístico de Praga. René Wellek nasceu e foi criado em Viena, de uma família de origem tcheca. Como Erich Auerbach, Wellek foi produto da tradição filologica centro européia. É reconhecido nos Estados Unidos como o fundador dos estudos de literatura comparada. Com Austin Warren publica um dos marcos em teoria literária Theory of Literature. Publica também A Historia da Crítica Moderna : 1750-1950 (A History of Modern Criticism: 1750-1950), em oito volumes.

## Biografia
René Wellek falava checo e alemão, estudou literatura em Praga, antes de ensinar na Escola de Estudos Eslavos e da Europa Oriental em 1935, hoje parte do University College, de Londres. Com a segunda Guerra Mundial imigra para os Estados Unidos, ensinando na Universidade de Iowa por sete anos. Em 1946 se estabelece em Yale onde iniciou o departamento de literatura comparada, primeiro nos Estados Unidos. 

## Obra
português
- Historia da Critica Moderna. Herder, 1967.
- Conceitos de Critica. Cultrix, 1963.
- Teoria da Literatura. Europa-america, 1949. Martins Editora

inglês
- Immanuel Kant in England: 1793-1838 (1931)
- The Rise of English Literary History (1941)
- Theory of Literature (1949, con Austin Warren)
- A History of Modern Criticism: 1750–1950 (8 vols., 1955–92)
- Dostoevsky: a collection of critical essays (a cura di, 1962)
- Essays on Czech Literature (1963)
- Confrontations: Studies in the Intellectual and Literary Relations between Germany, England, and the United States during the Nineteenth Century (1965)
- Concepts of Criticism (1965)
- The Literary Theory and Aesthetics of the Prague School (1969)
- Discriminations: Further Concepts of Criticism (1970)
- Four Critics: Croce, Valéry, Lukács, and Ingarden (1981)
- The Attack on Literature and other essays (1982)

## Bibliografía
- Remo Ceserani, "Ritratti critici di contemporanei: Rene Wellek", in Belfagor, anno 24 n. 5, Olschki, Firenze 1969, pp. 547-78.
- (en inglés) Martin Bucco, René Wellek, Twayne Publishers, Boston, 1981.